# Aeroportul Municipal Glasgow
Aeroportul Municipal Glasgow (IATA: GLW, ICAO: KGLW, FAA LID: GLW) este un aeroport din Kentucky, Statele Unite ale Americii ce deservește zona Glasgow⁠(d). Aeroportul a fost tranzitat în 2019 de 14 pasageri. A fost numit după zona deservită.
Situat la o altitudine de 218 m, aeroportul dispune de 1 pistă.

## Infrastructură

### Piste
Aeroportul dispune de o singură pistă. Pista 08/26 are suprafața de asfalt și dimensiunile 5.302 picioare × 100 picioare. 